# Hemileius lagunensis
Hemileius lagunensis är en kvalsterart som först beskrevs av Corpuz-Raros 1979.  Hemileius lagunensis ingår i släktet Hemileius och familjen Hemileiidae. Inga underarter finns listade i Catalogue of Life.